# Ludvik V. Francoski
Ludvik V., znan kot Ludvik Leni (francosko Louis V le Fainéant)  je bil od leta 979 do svoje smrti (do leta 987 skupaj z očetom Lotarjem) kralj  Zahodnofrankovskega kraljestva, * 967, † 22. maj 987. 
Med njegovim vladanjem je na podeželju v bistvu vladalo plemstvo. Umrl je brez otrok in bil zato zadnji kralj iz Karolinške dinastije. 

## Življenje
Ludvik je bil starejši od dveh sinov kralja Lotarja in njegove žene Eme, hčerke italijanskega kralja Lotarja II. in Adelajde, ki se je pozneje drugič poročila s cesarjem Otonom Velikim. Ludikov mlajši brat Oton je umrl pred očetom. Drugi Lotarjevi otroci so bili nezakonski. 
Da bi mu oče zagotovil nasledstvo prestola, je Ludvika imenoval za sokralja. 8. junija 979 ga je posvetil nadškof Adalbero iz Reimsa. Lotar ga je leta 982 poročil z Adelajdo (Blanko), bogato vdovo grofa Štefana Gévaudanskega in hčerko anžujskega grofa Fulka II. Ludvika je poslal v Akvitanijo, kjer naj bi vladal kot kralj ali sokralj. Podatki o tem obdobju njegovega življenja so protislovni. Zakon z Adelajdo je bil že po dveh letih razvezan in Ludvik se je leta 984 vrnil na očetov dvor. Ludvik je bil očitno nepredvidljiv  in mu je bilo malo mar za njegove vladarske dolžnosti. Del zanj neugodnih informacij je bil verjetno vsaj deloma povezan z namero zgodovinarjev, da ga prikažejo kot nesposobnega ali nemoralnega, da bi zamenjavo dinastije po njegovi smrti naredili bolj verodostojno. 
Ko je Lotar 2. marca 986 umrl, je Ludvik brez ovir nasledil prestol. Na njegovem dvoru sta bili dve stranki. Kraljeva mati Ema je bila pod močnim vplivom svoje matere, cesarice Adelajde, in je zagovarjala Otoncem naklonjeno politiko. Tej skupini je pripadal tudi reimski nadškof Adalbero. Nasprotna stran je želela nadaljevati Lotarjevo politiko, ki je bila usmerjena v izkoriščanje vseh slabosti Otoncev – kralj Oton III. bil še otrok – da bi tako ali drugače pridobila Lotaringijo. Daleč najmočnejši Ludvikov vazal je bil Hugo Capet, francoski in burgundski vojvoda. Pripadal je rodbini Robertincev, ki je že dolgo tekmovala s Karolingi za vodilni položaj v cesarstvu in je imela že dva kralja. 
Ema je sprva nadzorovala situacijo, potem pa se je poleti 986 stanje spremenilo. Prevladala je anti-otonska stranka in Ema je morala zapustiti dvor in poiskati zatočišče pri Hugu Capetu. Dogodki so v neprijeten položaj postavili tudi nadškofa Adalbera. Začasno je zapustil svoje škofovsko mesto in odšel na svoje gradove ob reki Meuse, ki so bili del otonskega vplivnega območja. Ludvik je v njegovem odhodu videl veleizdajo. Nadškofu je grozil z obleganjem, a je nato pristal na začasni sporazum: zadeva naj bi se rešila na sodišču v Compiègnu. Ludvik je še pred zasedanjem sodišča sam poskušal doseči spravo z Adalberom. Spomladi 987 je prišlo do sklenitve  mirovnega sporazuma in napovedi mirovne konference, potem pa je Ludvik še preden so se te nejasne okoliščine razjasnjile 21. maja 987 umrl v nesreči na lovu. Pokopan je bil v cerkvi sv. Corneilla v Compiègnu. 
Ker Ludvik ni imel otrok, je bil edini kandidat za njegovega naslednika njegov stric Karel Spodnjelotarinški, mlajši brat njegovega očeta Lotarja. Drugi kandidati iz Karolinške dinastije so bili nezakonski potomci. Velikaši cesarstva prezrli Karlovo zahtevo in za kralja izvolili Huga Capeta. Karolinško dinastijo je tako nadomestila Kapetinška dinastija, poimenovana po Hugu Capetu. 

## Ocena
V sodobnih raziskavah je Ludvik precej negativno ocenjen zaradi nestalnosti njegove politike, čeprav se hkrati poudarja, da je bil mlad in neizkušen. 

## Vira
- Ferdinand Lot: Les derniers Carolingiens: Lothaire, Louis V, Charles de Lorraine (954–991). Pariz 1891.
- Walther Kienast: Deutschland und Frankreich in der Kaiserzeit (900–1270). 1. Teil. Hiersemann, Stuttgart 1974, ISBN 3-7772-7428-3.

| Ludvik V. Francoski KarolingiRojen: 967 Umrl: 22. maj 987 |                                  |                       |
| Vladarski nazivi                                          |                                  |                       |
| Predhodnik: Lotar                                         | Kralj Zahodne Frankovske 986–987 | Naslednik: Hugo Capet |